# Colli di Rimini rosso
Il Colli di Rimini rosso è un vino DOC la cui produzione è consentita nella provincia di Rimini.

## Caratteristiche organolettiche
- colore: rosso rubino intenso
- odore: ampio caratteristico
- sapore: asciutto, do corpo, pieno, talvolta leggermente tannico

## Storia
Le prime attestazioni certe della presenza della vite nel territorio riminese sono databili all’VIII - VII secolo avanti Cristo, grazie ai reperti delle tombe villanoviano-etrusche di Verucchio costituiti da pollini e vinaccioli di Vitis vinifera. Da allora la coltura della vite nel riminese è documentata senza soluzione di continuità:
— le genti etrusche vi hanno introdotto l’usanza della potatura lunga e del sostegno vivo;
— con i Romani, giunti nel III secolo avanti Cristo, la coltura della vite e la produzione del vino hanno assunto dimensioni ragguardevoli, diventando un fattore centrale dell’economia;
— numerose testimonianze figurative e relazioni degli storici latini esaltano gli elevati rendimenti dei vigneti locali, capaci di alimentare, per lungo tempo, forti correnti di esportazione verso l’Urbe;
— altre testimonianze provengono dai rinvenimenti di anfore vinarie prodotte dalle fornaci romane del riminese che coprono un periodo che va dal III secolo a.C. al III secolo d.C.
Importanti sono le documentazioni relative agli Statuti medievali di Rimini, che regolamentavano meticolosamente la vita della città e del contado, con una moltitudine di indicazioni circa la viticoltura e la vinificazione, la conservazione, il trasporto, lo smercio e il consumo del vino, che rappresentano l’eredità di un patrimonio di conoscenze che possono considerarsi alla base delle conoscenze e dell’esperienza nella coltivazione della vite che tanto ha inciso sui fattori umani e sul legame col territorio della attuale DOP «Rimini».

## Produzione
Provincia, stagione, volume in ettolitri
- nessun dato disponibile